# Stazione di Marzabotto
La stazione di Marzabotto è una stazione ferroviaria della ferrovia Porrettana. Serve il comune di Marzabotto, nella città metropolitana di Bologna.

## Storia
Il 28 ottobre 1927 venne attivato l'esercizio a trazione elettrica a corrente alternata trifase; la linea venne convertita alla corrente continua il 13 maggio 1935.

## Movimento
Il servizio passeggeri è costituito dai treni della linea S1 (Porretta Terme-Bologna Centrale-Pianoro) del servizio ferroviario metropolitano di Bologna, che nella tratta compresa tra Marzabotto e Pianoro sono cadenzati alla mezz'ora.
I treni sono effettuati da Trenitalia Tper nell'ambito del contratto di servizio stipulato con la regione Emilia-Romagna.
Al 2007, l'impianto risultava frequentato da un traffico giornaliero medio di circa 510 persone.
A novembre 2019, la stazione risultava frequentata da un traffico giornaliero medio di circa 1 113 persone (507 saliti + 606 discesi).

## Servizi
La stazione è classificata da RFI nella categoria silver.